# کارل هرمان جس
کارل هرمان جس (انگلیسی: Carl Jess; ۱۶ فوریهٔ ۱۸۸۴ – ۱۶ ژوئن ۱۹۴۸) فرد نظامی اهل استرالیا بود. وی همچنین برندهٔ جوایزی همچون شوالیه (عنوان) شده‌است.